# Перерово (Пружанский район)
Перерово (бел. Пераро́ва) — хутор в Пружанском районе Брестской области Беларуси. Входит в состав Шерешевского сельсовета.

## География

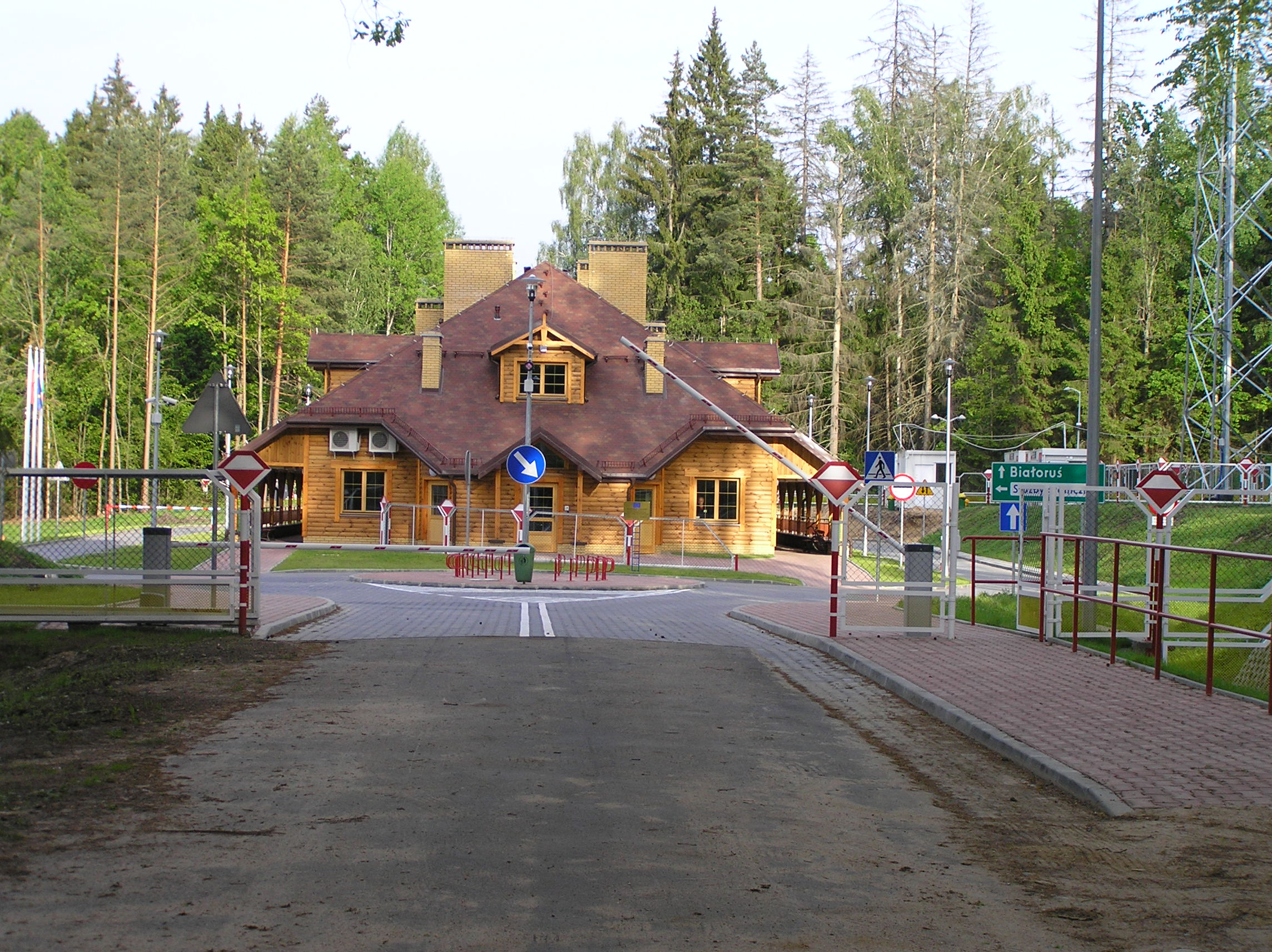
Пограничный переход «Переров — Беловежа»

Расположен в 34 км на запад от Пружан, в 45 км от железнодорожной станции Оранчицы на линии Барановичи — Брест, около пограничного перехода «Переров — Беловежа», в 15 метрах от линии Государственной границы Республики Беларусь на территории национального парка «Беловежская пуща», на автомобильной дороге Р-81 Пружаны — граница Республики Польша.
Ближайшие населённые пункты Вискули, Ляцкие и др.

## История
В 1909 году в Беловежско-Александровской волости Пружанского уезда Гродненской губернии Российской империи. В начале XX века 15 жителей. 
В 1921—1939 годах в составе Польши.
С сентября 1939 года в составе БССР.
С 15 января 1940 года в Шерешевском, с 17 декабря 1956 года в Пружанском районах Брестской области. 
29 мая 2015 года Шерешевский поселковый Совет, в который входил хутор, преобразован в сельсовет.

## Население

### Численность
- 2019 год — 9 жителей

### Динамика
- 1970 год — 16 жителей (перепись населения)
- 1999 год — 34 жителей (перепись населения)
- 2005 год — 6 жителей, 2 двора[5]
- 2009 год — 29 жителей (перепись населения)
- 2019 год — 9 жителей (перепись населения)

## Культура
- Музей народного быта и стародавних технологий

## Достопримечательность
- Недалеко расположена Бобровая заводь.
- Через деревню пролегает бывший царский тракт в Беловежской пуще[6]